# Pfarrschneidmühle
Pfarrschneidmühle ist ein Gemeindeteil der Gemeinde Geroldsgrün im Landkreis Hof (Oberfranken, Bayern).

## Geographie
Die Einöde liegt im tief eingeschnittenen Tal der Ölsnitz, kurz unterhalb der Mündung des Rothmaiselbaches und ist allseits von Wald umgeben. Die Staatsstraße 2198 führt nach Dürrenwaiderhammer (0,6 km südöstlich) bzw. nach Stoffelsmühle (1,8 km westlich).

## Geschichte
Pfarrschneidmühle wurde in der ersten Hälfte des 19. Jahrhunderts auf dem Gemeindegebiet von Dürrenwaid gegründet. Die Mühle wurde bereits im 18. Jahrhundert durch den Geroldsgrüner Pfarrer Johann Burger erbaut. Am 1. Juli 1972 wurde Pfarrschneidmühle im Zuge der Gebietsreform in Bayern nach Geroldsgrün eingemeindet. Nach der Aufgabe des Mühlbetriebes wurde die Mühle ein Wohnhaus.

### Einwohnerentwicklung
| Jahr      | 001861 | 001871 | 001885 | 001900 | 001925 | 001950 | 001961 | 001970 | 001987 |
| Einwohner | *      | 7      | 7      | 6      | 8      | 7      | 2      | 0      | *      |
| Häuser    |        |        | 2      | 1      | 1      | 1      | 1      |        | *      |
| Quelle    | [ 7 ]  | [ 8 ]  | [ 9 ]  | [ 10 ] | [ 11 ] | [ 12 ] | [ 13 ] | [ 14 ] | [ 15 ] |

## Religion
Der Ort ist evangelisch-lutherisch geprägt und nach St. Jakobus (Geroldsgrün) gepfarrt.